# Alexander S. Clay

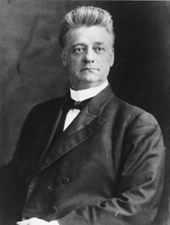
Alexander S. Clay

Alexander Stephens Clay (* 25. September 1853 in Powder Springs, Cobb County, Georgia; † 13. November 1910 in Atlanta, Georgia) war ein US-amerikanischer Politiker der Demokratischen Partei, der den Bundesstaat Georgia im US-Senat vertrat.
Nachdem er zunächst die öffentlichen Schulen besucht hatte, setzte Alexander Clay seine Ausbildung auf dem Hiwassee College in Tennessee fort und machte dort 1875 seinen Abschluss. In der Folge studierte er die Rechtswissenschaften und wurde 1877 in die Anwaltskammer aufgenommen, woraufhin er in Marietta zu praktizieren begann. In den Jahren 1880 und 1881 saß er dort auch im Stadtrat.
Von 1884 bis 1887 gehörte Clay erstmals dem Repräsentantenhaus von Georgia an; eine weitere Mitgliedschaft in dieser Parlamentskammer folgte zwischen 1889 und 1890. Dabei fungierte er zweimal als deren Speaker pro tempore. Danach war er von 1892 bis 1894 Mitglied des Senats von Georgia und führte auch dort zwei Jahre lang als dessen Präsident den Vorsitz. Schließlich wurde er im Jahr 1896 in den US-Senat in Washington, D.C. gewählt, wo er am 4. März 1897 die Nachfolge des nicht mehr kandidierenden John Brown Gordon antrat. 1902 und 1908 wurde er jeweils bestätigt; im Senat stand Clay unter anderem dem Committee on Revolutionary Claims als Chairman vor.
Alexander Clay starb während seiner vierten Amtszeit in Atlanta und wurde in Marietta beigesetzt. Sein Sohn Lucius D. Clay wurde ein hochrangiger Offizier der US Army und amtierte von 1947 bis 1949 als Militärgouverneur der amerikanischen Besatzungszone in Deutschland. Dessen älterer Bruder Eugene wurde Bürgermeister von Marietta und war am Lynchmord an Leo Frank im Jahr 1915 maßgeblich beteiligt.